# Cerea (geslacht)
Cerea is een geslacht van hooiwagens uit de familie Assamiidae.
De wetenschappelijke naam Cerea is voor het eerst geldig gepubliceerd door Sørensen in 1896.

## Soorten
Cerea omvat de volgende 2 soorten:
- Cerea feae
- Cerea lugubris